# Гребенников, Владимир Дмитриевич
Влади́мир Дми́триевич Гребе́нников — советский военачальник, генерал-майор авиации. Заслуженный военный лётчик Российской Федерации.

## Биография
Владимир Дмитриевич Гребенников закончил Военно-воздушную академию имени Ю. А. Гагарина в 1985 году, Военную академию Генерального штаба. С 1989 года — командир 13-й гвардейской бомбардировочной авиационной Днепропетровско-Будапештской ордена Суворова дивизии. С 1995 года — начальник 1338-го Испытательного центра 929-го Государственного лётно-испытательного центра Министерства обороны Российской Федерации.

Дейнекин, Пётр Степанович:
— Когда я командовал дальней авиацией, — среди десяти командиров дивизий были генералы Башкиров, Гребенников и Дудаев. Все они были блестящими летчиками и толковыми командирами. Разрыв с каждым из них — настоящая драма. В начале восьмидесятых Владимир Гребенников первым и единственным за всю историю дальней авиации в мирное время был награждён орденом Ленина.
В декабре 1995 года пилотировал самолёт Ил-76, ведущий группу истребителей «Русские витязи», возвращавшихся в Россию с авиашоу в Малайзии. При заходе на посадку в аэропорту Камрань (Вьетнам) в условиях плохой видимости три ведомых самолёта группы потерпели катастрофу. На заседании Военного суда Московского гарнизона генерал Гребенников был признан виновным в данном происшествии.

## Награды
- Орден Ленина.
- Заслуженный военный лётчик Российской Федерации[4].